# Glândula lacrimal
A glândula lacrimal, parte do sistema lacrimal, está localizada na parte anterior e lateral do teto da órbita ocular.
A glândula lacrimal está alojada na fossa da glândula lacrimal, no osso frontal, recebendo inervação simpática e parassimpática do SNA.
Sua função é produzir o fluido lacrimal para a lubrificação e limpeza do globo ocular.
A glândula lacrimal recebe inervação sensitiva através do nervo lacrimal, proveniente do nervo oftálmico. O nervo oftálmico é a primeira divisão do nervo trigêmeo. Recebe inervação secretomotora parassimpática através do nervo facial, Nc. VII (gânglio pterigopalatino). 

## Drenagem linfática
As glândulas drenam para os gânglios linfáticos parótidas superficiais.